# هری کری جونیور
هری کری جونیور (انگلیسی: Harry Carey Jr.؛ ‏ ۱۶ مهٔ ۱۹۲۱ – ۲۷ دسامبر ۲۰۱۲) بازیگر اهل ایالات متحده آمریکا بود.
از فیلم‌ها یا برنامه‌های تلویزیونی که وی در آن نقش داشته است، می‌توان به بازگشت سپیددندان، بازگشت به آینده قسمت ۳، جویندگان، سه پدرخوانده، ماسک، ریو براوو، پاییز قبیله شاین، او یک روبان زرد بست، رودخانه سرخ، ریو گرانده، مردی از شرق، شکارچی آفتاب، غیرقانونی مال شما، آخرین ایستادگی در رودخانه صیبر و گیلاس ۲۰۰۰ اشاره کرد.

## زندگی شخصی
او در سال ۱۹۴۴ با مرلین فیکس، دختر بازیگر پل فیکس ازدواج کرد. آنها صاحب چهار فرزند شدند: استیون، ملیندا، توماس و پاتریشیا.